# Ноел Лијетар
Ноел Лијетар (фр. Noël Liétaer; Невил ан Ферен, 17. новембар 1908 — Росток, 21. фебруар 1941) био је француски фудбалер. Одиграо је 7 утакмица зафудбалску репрезентацију Француске, а играо је и на Светском првенству 1934. Као војник 100. пешадијског пука француске војске, умро је од болести у Ростоку као ратни заробљеник 1941.